# Aleksandar Berelovitsj

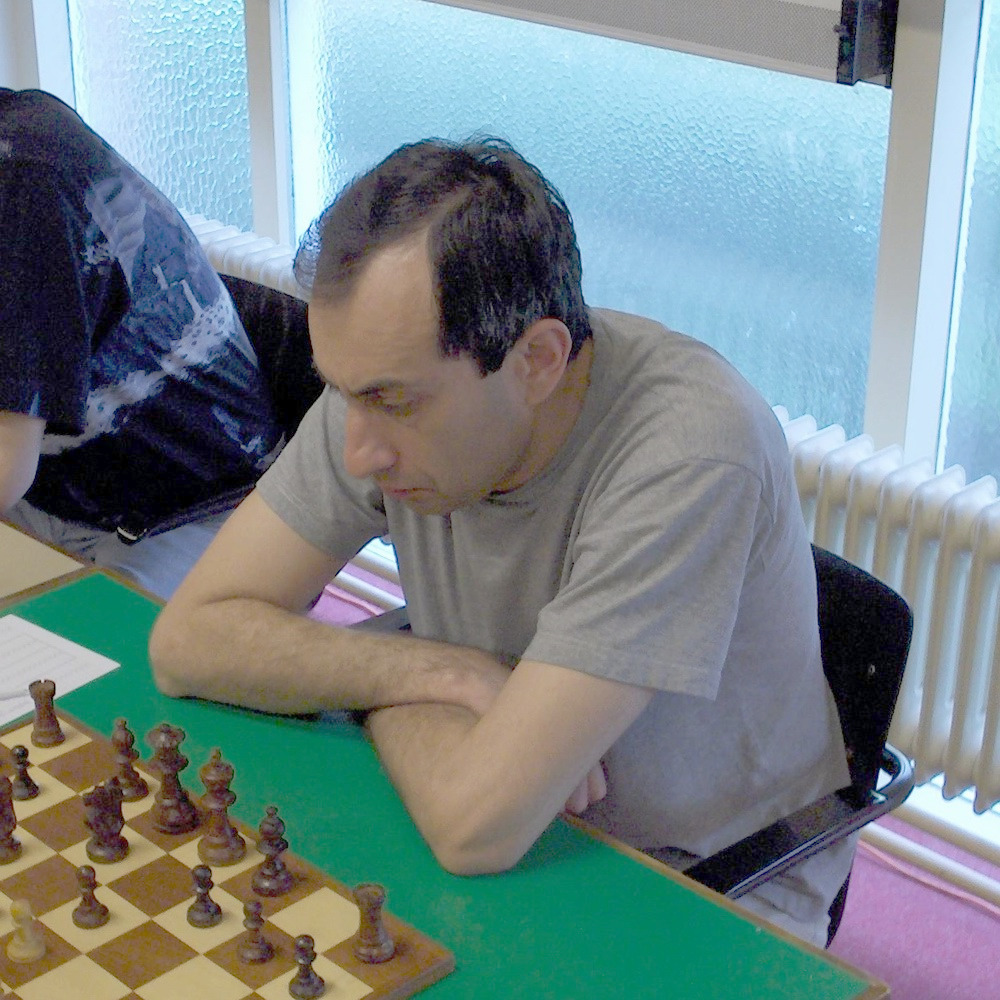
Aleksandar Berelovitsj, 2008

Aleksandar Leonidovitsj Berelovitsj (Oekraïens: Олександр Леонідович Берелович) (Charkov, 2 juli 1967) is een Oekraïens-Duitse schaker en schaaktrainer. Hij is sinds 1997 een grootmeester (GM).
- In 2000 won hij het Tanta Open toernooi in Tanta.[1]
- In 2001 won hij in Pokrov het kampioenschap van Oekraïne.
- In 2003 won hij de Möhnesee-beker en het Hohenlohe Open.
- In 2005 won hij het open toernooi bij de Solinger Schachwochen.
- Op 1 oktober 2005 eindigde hij in Vlaardingen in het toernooi om het open NK Rapidschaak met 6 pt. uit 9 op de negende plaats.
- Op 8 oktober 2005 werd door de SV Bergen het Hyfass Advies schaaktoernooi georganiseerd dat met 8 pt. uit 9 door Martijn Dambacher gewonnen werd. Er waren 42 deelnemers en het speeltempo was 15 minuten per persoon. Aleksandar Berelovitsj eindigde op de tweede plaats terwijl de Russische grootmeester Andrej Orlov derde werd.
- In 2008 won hij de vijfde LGA Premium-Cup in Neurenberg.

In 2008 stapte Berelovitsj over naar de Duitse schaakbond.
- In 2016 won hij het tweede Bayer-Sommer-Open in Leverkusen.[2]

## Schaakverenigingen
Aleksandar Berelovitsj speelde in de Duitse bondscompetitie in seizoen 2002/03 voor SK Turm Emsdetten, van 2007 tot 2017 kwam hij uit namens SV Mülheim-Nord. Sinds 2017 speelt hij voor Düsseldorfer SK 1914/25, o.a. in seizoen 2018/19 in de eerste klasse.
In de Nederlandse Meesterklasse speelde hij van 2004 tot 2007 bij ESGOO Enschede, van 2007 tot 2009 voor HMC Calder, van 2011 tot 2014 voor het Bussums Schaak Genootschap en sinds 2015 voor En Passant Bunschoten-Spakenburg, waarmee hij in 2016 kampioen werd. In België speelt Berelovitsj sinds 2005 voor KSK Rochade Eupen-Kelmis, waarmee hij in 2006 en 2011 deelnam aan de European Club Cup. In Luxemburg speelt hij sinds 2006 voor De Sprénger Echternach, waarmee hij in 2009, 2016 en 2018 kampioen werd.